# Michiel Elijzen
Michiel Elijzen (né le 31 août 1982 à Culemborg) est un coureur cycliste professionnel des années 2000. Il prend sa retraite sportive à l'issue de la saison 2010 et devient alors directeur sportif. Il est actuellement directeur sportif de l'équipe SEG Racing Academy.

## Palmarès

### Coureur amateur
- 1999
  - Ster van Zuid-Limburg
- 2000
  - Flèche du Brabant flamand
  - Tour de Lorraine juniors
- 2001
  - 3e du championnat des Pays-Bas du contre-la-montre espoirs
- 2002
  - 3e de la Zuidkempense Pijl
- 2004
  - 2e du championnat des Pays-Bas du contre-la-montre espoirs
  - 3e du Triptyque des Barrages
- 2005
  - 2e étape du Triptyque des Monts et Châteaux
  - 3e du Circuit du Pays de Waes
  - 3e du championnat des Pays-Bas du contre-la-montre

### Coureur professionnel
- 2007
  - Prologue de l'Eneco Tour
  - Duo normand (avec Bradley Wiggins)
  - 2e du championnat des Pays-Bas du contre-la-montre

## Résultats sur les grands tours

### Tour d'Italie
1 participation
- 2010 : 111e